# Valter Ever
Valter Ever (* 24. Oktoberjul. / 6. November 1902greg. in Tallinn; † 10. Juli 1981 in Stockholm) war ein estnischer Leichtathlet und Diplomat.

## Leben

### Persönliches
Er besuchte von 1917 bis 1921 Jungengymnasium in Tallinn und war anschließend bis 1925 für ein Studium der Rechtswissenschaft an der Universität Tartu immatrikuliert. Zwischen 1924 und 1926 arbeitete er als Diplomat in der Zentrale des estnischen Außenministeriums. Im gleichen Zeitraum bekleidete er zudem das Amt des Vizepräsidenten des drei Jahre zuvor gegründeten Estnischen Fußballverbands. Bis 1931 war er in der Folge Rechtsanwalt in der Kanzlei August Reis sowie nebenberuflich Rechtsberater zahlreicher Tallinner Unternehmen, bevor er 1932 an das Estnische Sportgericht wechselte. Diesem gehörte er bis 1940 an.
1944 floh Ever vor der sowjetischen Besetzung Estlands nach Schweden. In Stockholm war er als Anwalt tätig.

### Sportliche Laufbahn
Seine größten sportlichen Erfolge feierte Ever 1924 bei den Sommer-Studentenweltmeisterschaften – einem Vorläufer der heutigen Universiade – in der polnischen Hauptstadt Warschau. Er konnte sich sowohl im Hoch-, Weit- und Stabhochsprung die jeweiligen Goldmedaillen als auch im Dreisprung und Fünfkampf die zweiten Plätze sichern. Mit diesen Ergebnissen wurde er zum herausragenden Sportler der Wettkämpfe.
Im selben Jahr vertrat er sein Heimatland bei den Olympischen Sommerspielen in Paris. Im Hoch-, Weit- und Stabhochsprung scheiterte er jedoch bereits in den entsprechenden Qualifikationsrunden. Statt in der Fünferkombination versuchte er sich dieses Mal zusätzlich im Zehnkampf, gab allerdings nach dem 400-Meter-Lauf als fünfter Disziplin auf. Anzumerken ist, dass ihm seine bei den Studentenweltmeisterschaften erbrachte Fünfkampf-Leistung bei den Olympischen Spielen den Sieg beschert hätte.

## Persönliche Bestleistungen
| Disziplin      | Meter  | Datum |
| -------------- | ------ | ----- |
| Stabhochsprung | 3,53 m | 1924  |
| Weitsprung     | 6,85 m | 1924  |